# Бухарин, Иван Яковлевич
Ива́н Я́ковлевич Буха́рин (1772—1858) — русский государственный деятель, сенатор; в разное время был руководителем Рязанской, Архангельской, Астраханской, Киевской и Финляндской губерний. Тайный советник

## Биография
Происходил из дворянского рода Бухариных, сын полковника Якова Ивановича Бухарина, советника государственной Адмиралтейств-Коллегии, и Евдокии Петровны, урождённой Пущиной (1753—1830). Родился в 1772 году. По семейному преданию, сразу при рождении был пожалован императрицей Екатериной II в мичманы. Однако согласно документам только в 1785 году ему было присвоено звание сержанта Преображенского полка.
В январе 1791 года он перешёл капитаном в армию, но его дед, адмирал Пущин, определил его к себе на службу флигель-адъютантом, а затем генерал-адъютантом, открыв ему доступ ко двору Екатерины II. В 1797 году, в чине капитан-лейтенанта Бухарин окончательно перешёл во флот. Принимал участие в кампаниях на фрегате «Слава» и корабле «Не тронь меня». В 1801 году, в чине капитана 1-го ранга вышел в отставку.
При образовании министерств 20 сентября 1802 года, когда сразу потребовалось много людей со служебным опытом Бухарин обратился к графу А. И. Васильеву с просьбой назначить его на службу в министерство финансов. Прошение было принято и для приобретения нужных знаний и опыта он был отправлен на службу в провинцию. В течение двух лет он числился в канцелярии министра коммерции графа Н. П. Румянцева; в 1804 году был отправлен в Астрахань — советником казённой палаты. В том же году был назначен вице-губернатором Кавказской губернии, а в 1806 году переведён на такую же должность в Выборг. В 1808 году занял пост финляндского губернатора; 26 февраля 1810 года пожалован алмазными знаками ордена Св. Анны 2-й степени.
С 8 апреля 1811 года Бухарин был назначен губернатором Рязанской губернии, где имел случай проявить свою энергию и ум в борьбе с нашествием Наполеона. Но именно эта деятельность создала Бухарину много врагов, по наговорам которых 19 августа 1814 года он был уволен с должности. В 1818 году он подал Александру I оправдательную записку относительно своих действий в Рязани — резкость и убедительность доводов её поразили императора и он решил, что человек с нечистой совестью не может так писать.
В начале 1819 года Бухарин, награждённый орденом Св. Анны 1-й степени, был назначен губернатором в Астрахань, а 6 июля 1820 году переведён губернатором в Киев.
В 1822 году по болезни вышел в отставку и поселился в своей харьковской деревне. После пятилетнего отдыха, в 1827 году он снова поступил на службу и был назначен архангельским губернатором. В июне 1828 года вице-губернатором в Архангельск был послан поэт А. Е. Измайлов, который знал Бухарина как человека весьма добросовестного, честного и деятельного. Дружба с Измайловым привела к удалению Бухарина из Архангельска. Архангельский генерал-губернатор С. И. Миницкий злоупотреблял своей властью и преследовал Измайлова, круто обошедшегося с одним из его фаворитов. Последний решил написать министру о злоупотреблениях Миницкого. Бухарин ему вполне сочувствовал, но сначала отговаривал делать решительный шаг против генерал-губернатора. Затем, убедившись в невозможности поступить иначе, в свою очередь послал в Петербург донесение. Миницкий узнав это, в 1829 году отправился в Петербург и сумел выставить своё дело в таком виде, что Бухарин был лишён должности и причислен к герольдии. В 1830 году дело Миницкого было разобрано, и генерал-губернатор был уволен от службы «за предосудительные и противные пользам службы поступки». Бухарин же в 1830 году получил чин тайного советника и был назначен сенатором в Москву.
В декабре 1832 года вышел в отставку и навсегда поселился в Москве, где скончался 6 (18) октября 1858 года. Был похоронен в Новодевичьем монастыре, могила не сохранилась.
М. Н. Лонгинов, хорошо знавший Бухарина, рассказывал о необыкновенной популярности, которой он пользовался в Москве. И в Английском клубе, и на улице, и дома его окружало общество не только стариков и пожилых, но и молодых людей, для которых он был интересен, как живой отголосок екатерининских времен. Он изъездил Россию за свою долгую службу вдоль и поперек, умел наблюдать и делиться своими наблюдениями в речи живой и красивой. Почти до самой смерти Бухарин жил напряженной умственной деятельностью, интересами не только прошлого, но и настоящего; он следил, сколько мог, за наукой, литературой, искусством, особенно за музыкой, которую любил настолько, что побеждал ею страдания старческих болезней. Как отмечал Логинов «Печать изящества наложена на его ум и чувства как бы самой природой, которая одарила его так счастливо и внешностью, соответственною наклонностям души».

## Деятельность в качестве губернатора

### Рязанская губерния
Губернаторство Бухарина пришлось на период Отечественной войны 1812 года. Территория Рязанской губернии осенью 1812 года была ближайшим тылом действующей армии. С сентября 1812 по август 1814 года в Касимове, Елатьме и окрестных населённых пунктах был размещён главный военный госпиталь действующей армии. Всего-же на территории губернии размещалось более 32 тысяч раненых офицеров и солдат. Сам губернатор разместил в своей личной резиденции 205 раненых войнов.
За время войны в губернии было проведено три чрезвычайных рекрутских набора в армию, под призыв попало более 8000 человек. В июле 1812 года было создано Рязанское ополчение, состоявшее из конного казачьего полка и шести пеших. Численность ополчения составила около 15 тысяч человек.
На плечи населения губернии также легли тяготы по содержанию армии. Для формирующихся в Рязани полков губернское дворянство пожертвовало более 7 тысяч четвертей хлеба, за свой счёт обмундировало один из полков, а купечество предоставило средства для содержания полкового обоза, продукты на который были рассчитаны на шесть месяцев вперёд. Была увеличена и подушная подать для крестьян, с начала войны которым было предписано в двухмесячный срок сократить все недоимки. К денежным сборам также добавилось выполнение и других повинностей: поставка лошадей и подвод, расквартирование войск, размещение беженцев из Москвы и других городов.
В сентябре-октябре 1812 года Рязань стала центральным распределительным пунктом для военнопленных наполеоновской армии. Через неё прошли практически все пленные офицеры и солдаты, встретившие здесь гуманное отношение среди местных властей и населения. Некоторые из них скончались и похоронены на территории Рязани и губернских уездных городов. Одно из таких мест — Лазаревское кладбище.
В результате войны Рязанская губерния понесла большие человеческие жертвы. Губернским властям пришлось бороться с очагами эпидемий, расквартированием беженцев, справляться со сбором налогов и податей, фуражированием армии. Некоторое представление о том, что представлял собой во время войны губернский центр можно узнать из записи М. И. Меркулова, составленной 8 сентября 1812 года:
8 сентября приехали мы в Рязань. Подъезжая к ней утром, вёрст за пять, открывается прекрасная равнина, и влево дорога из Москвы. Только мы выехали на равнину, то представилось нам зрелище единственное и жалостное: как только мог досягать взор, вся Московская дорога покрыта была в несколько рядов разными экипажами и пешими, бегущими из несчастной столицы жителями, гонимые страхом в каретах, колясках, дрожках и телегах наскоро, кто в чём мог и успел, с глазами заплаканными и пыльными лицами, окладные детьми различных возрастов. А и того жалостнее: хорошо одетые мужчины и женщины брели пешие, таща с собой детей своих и бедный запас пропитания, мать вела взрослых, а в тележке или за плечами тащит тех, которые ещё не могли ходить, всяк вышел наскоро, не приготовясь, быв настигнуть нечаянно, и брели без цели и большею частью без денег и без хлеба... Гул от множества едущих и идущих был слышен весьма издалека и, сливаясь в воздухе казался каким-то стоном, потрясающим душу. А в Рязани улицы, не говоря уже комнаты и дворы, были полны народа, который на открытом воздухе сидел и лежал целыми семьями: что либо пили, ели и плакали.

## Семья

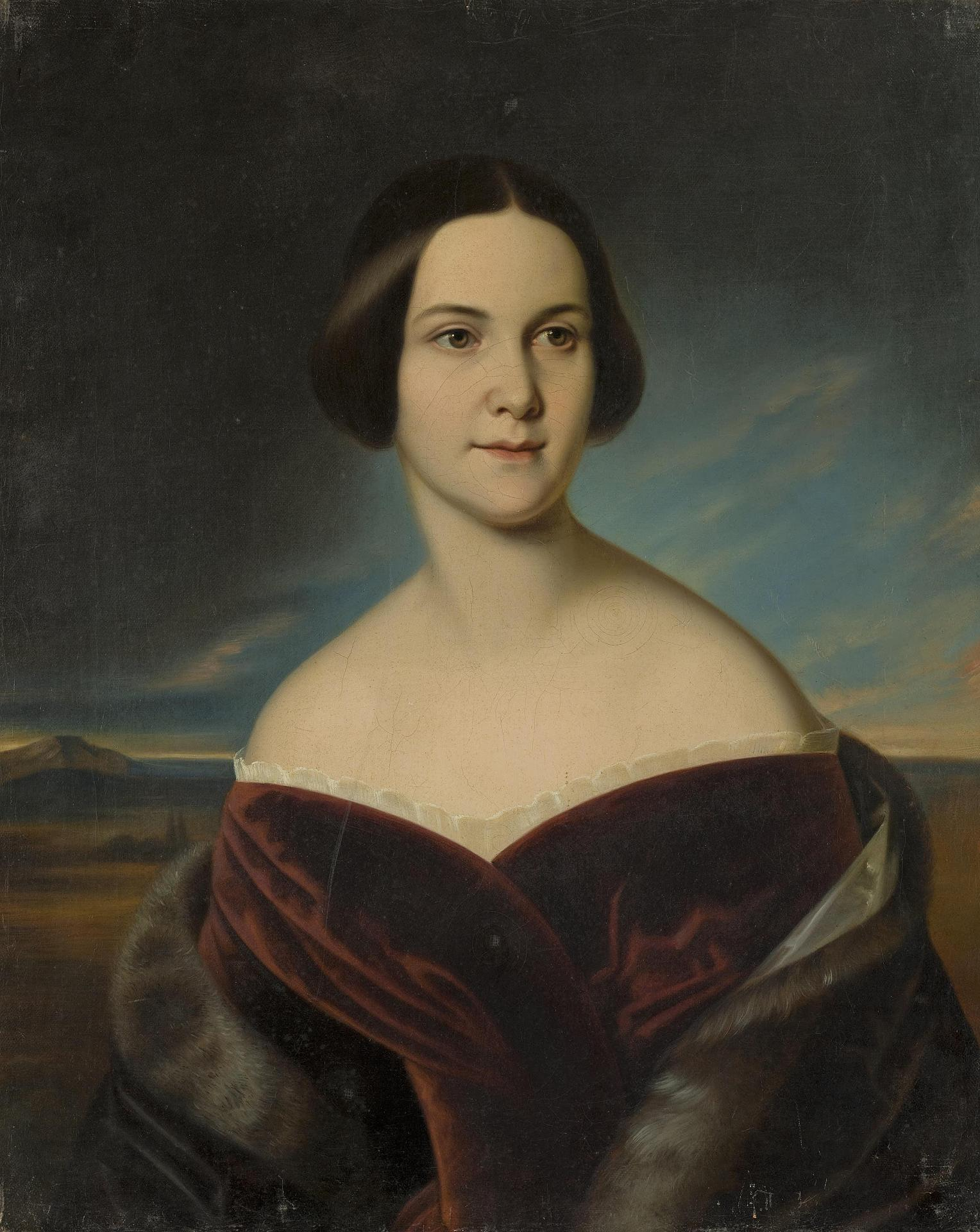
Вера Ивановна, дочь

Жена — Елизавета Фёдоровна Полторацкая (22.10.1789—07.01.1828), внучка М. Ф. Полторацкого и А. А. Шишковой. Родилась в Петербурге, крещена 25 октября 1789 года в Симеоновской церкви при восприемстве дяди Д. М. Полторацкого и П. М. Демидовой. По отзыву современника, была «в высшей степени приятная, самая милая особа, олицетворенная доброта». Брак её не был счастливым. Бухарин был кутилой и мотом, что привело к разорению семьи. Елизавета Фёдоровна была вынуждена поселиться отдельно от мужа в имении. В минуту нервного срыва, разлучённая с детьми, она выбросилась из окна и сломала себе ногу. Во избежание гангрены ей сделали ампутацию, после которой она умерла. Похоронена на Смоленском православном кладбище в Петербурге. Дети:
- Вера Ивановна (1813—1902) — выпускница Смольного института, с 1832 года жена генерала Н. Н. Анненкова; её знал Пушкин, Вяземский, ею был увлечён А. И. Тургенев.
- Николай Иванович (1815—1897) — статский советник, одесский градоначальник.

## Награды
- орден Св. Анны 4-й степени (03.07.1799)[7]
- орден Св. Анны 2-й степени с алмазами
- орден Св. Анны 1-й степени (05.02.1819)
- орден Св. Владимира 2-й ст. (08.12.1821)[8]